# ۱۰۵۱ (میلادی)
۱۰۵۱ (میلادی) هزار و پنجاه و یکمین سال تقویم میلادی است.

## زادگان
- ادگار آتلینگ، پادشاه تاج‌گذاری‌نکردهٔ انگلستان (تاریخ احتمالی)

## درگذشتگان
- بی شنگ، مخترع چینی  سامانهٔ حروف چاپی متحرک

‎